# Kouango
Kouango este un oraș din Republica Centrafricană.